# 王村镇 (淄博市)
王村镇，是中华人民共和国山東省淄博市周村区下辖的一个乡镇级行政单位。

## 行政区划
王村镇下辖以下地区：
王村、苏李村、万家村、尹家村、栾古村、王洞村、西铺村、辛庄村、黄埠村、和家村、大尚村、沈古村、栗家村、杨古村、张古村、李家疃村、中央村、东铺村、大史村、小尚村、彭家村、下沙村、西道村、前坡村、南河东村、双沟村、后坡村、毛家村、陈家村、郭家村、姚家村、宁家村、平楼村、解家村、朱家村、东阳夕村、西阳夕村、北河东村、东道村、上沙村和朱首湾村。

## 中国传统村落
2012年，李家疃村被评为首批“中国传统村落”。

## 重大事故
- 2008年胶济铁路列车相撞事故，72人死